# 비스타 타워 (시카고)
비스타 타워 가장 최근에 완성된 100층 이상에 건물이며 미국 시카고에 위치하고있다. 2016년 8월 착공에 들어갔으며 완료하는데 4년이 걸렸다. 2021년 현재 시카고에서 3번째로 높은 건물이다. 건물을 건설하는데 10억 달러가 들어갔으며. 호텔은 2021년 후반에 문을 열 예정이다.

## 같이 보기
- 미국의 마천루 목록
- 시카고의 마천루 목록
- 100층 이상의 마천루 목록